# Eine Alpensinfonie
Eine Alpensinfonie op. 64 ist eine Sinfonische Dichtung des Komponisten Richard Strauss, die im Jahre 1915 uraufgeführt wurde.
Dem Werk liegt das Konzept des Komponisten zugrunde, mit musikalischen Mitteln die Besteigung eines Alpengipfels und die Rückkehr ins Tal während eines Tages zu gestalten. Eine Alpensinfonie ist ein typisches Beispiel für die musikalische Kategorie der Programmmusik.

## Programm

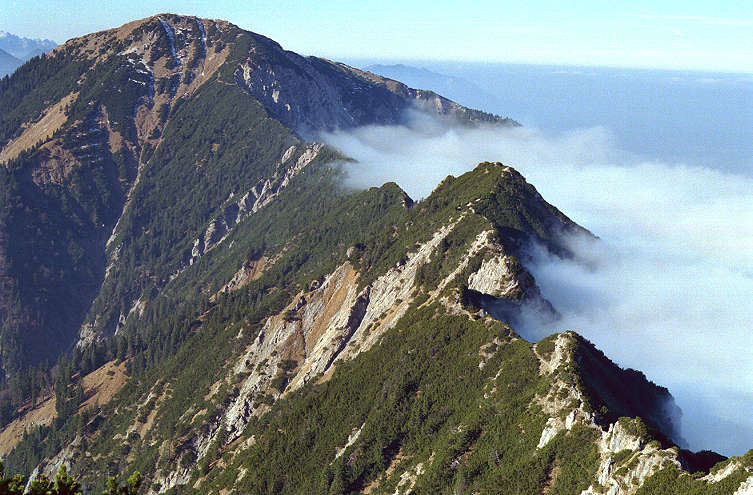
Der Heimgarten vom Herzogstand, Anregung für die Komposition

Die Idee zum Programm geht auf ein Erlebnis aus Richard Strauss’ Jugendzeit zurück. Er hatte sich im Sommer 1879 auf dem Heimgarten in den Bayerischen Voralpen verstiegen und war in ein Gewitter gekommen. Dieses Ereignis stellte er tags darauf am Klavier dar. Aus dieser Erinnerung entwickelte er das Konzept. Die der sinfonischen Dichtung zugrunde liegende Bergbesteigung samt nachfolgendem Abstieg beginnt mit dem einleitenden Abschnitt Nacht, durchschreitet folgende Stationen und endet wiederum in einem als Nacht bezeichneten Abschnitt:
Nacht – Sonnenaufgang – Der Anstieg – Eintritt in den Wald – Wanderung neben dem Bache – Am Wasserfall – Erscheinung – Auf blumigen Wiesen – Auf der Alm – Durch Dickicht und Gestrüpp auf Irrwegen – Auf dem Gletscher – Gefahrvolle Augenblicke – Auf dem Gipfel – Vision – Nebel steigen auf – Die Sonne verdüstert sich allmählich – Elegie – Stille vor dem Sturm – Gewitter und Sturm, Abstieg – Sonnenuntergang – Ausklang – Nacht.
Es ist aber vermutlich nur zum Teil die Absicht des Komponisten gewesen, eine Bergwanderung zu beschreiben. Der von Strauss beschriebene Wanderweg, der von der Nacht auf den Gipfel und wieder zurück führt, lässt sich gleichsam als sinfonische Darstellung eines menschlichen Lebens betrachten. Hinsichtlich dessen ist der Komponist wahrscheinlich von der Philosophie Friedrich Nietzsches angeregt worden, denn Skizzen zur Alpensinfonie tragen den Titel der Nietzsche-Schrift Der Antichrist. Somit steht Eine Alpensinfonie in direktem Zusammenhang mit Strauss’ Tondichtung Also sprach Zarathustra, die ebenfalls von Nietzsche beeinflusst ist.
Ein anderer Deutungsansatz des Programmes ist es, die Form der Alpensinfonie mit dem Aufbau des klassischen Dramas in Verbindung zu bringen.

## Besetzung
Der Komponist hat folgende Besetzung vorgeschrieben:
- 2 große Flöten
- 2 kleine Flöten (zugleich 3. und 4. große Flöte)
- 2 Oboen
- 1 Englischhorn (zugleich 3. Oboe)
- 1 Heckelphon
- 1 Klarinette in Es
- 2 Klarinetten in B
- 1 Klarinette in C (zugleich Bassklarinette in B)
- 3 Fagotte
- 1 Kontrafagott (zugleich 4. Fagott)
- 4 Hörner
- 4 Tenortuben in B und F (zugleich 5.–8. Horn)
- 4 Trompeten
- 4 Posaunen
- 2 Basstuben
- 2 Harfen (womöglich zu verdoppeln)
- Orgel
- Schlagwerk (3 Spieler): Windmaschine, Donnermaschine, Glockenspiel, Becken, große Trommel, kleine Trommel, Triangel, Herdengeläute (Kuhglocken), Tamtam
- Celesta
- Pauken (2 Spieler)

Mindestens:
- 18 erste Violinen
- 16 zweite Violinen
- 12 Bratschen
- 10 Violoncelli
- 8 Kontrabässe

Hinter der Szene, „im Notfall aus dem Orchester zu besetzen“:
- 12 Hörner
- 2 Trompeten
- 2 Posaunen

Darüber hinaus sollen in großen Orchestern ab Ziffer 94 (am Ende der Vision) die 2 großen Flöten, die 2 Oboen, die Es- und C-Klarinette verdoppelt werden.
Insgesamt werden somit laut Strauss’ Angaben mindestens 107 Musiker benötigt. Aus den Anweisungen des Komponisten, manche Instrumente über das Minimum hinaus womöglich zu verstärken und für das Fernorchester hinter der Bühne eigene Musiker vorzusehen, ergäbe sich nach den Vorstellungen Strauss’ eine Optimalbesetzung von 129 Musikern oder noch mehr.
Zur Ausführung der langen Bindungen der Bläser schlägt Strauss das von Bernhard Samuel erfundene „Aerophon“ vor, bei dem eine fußbetriebene Luftpumpe mit Gummischlauch zum Mund des Spielers die Erzeugung der lange gehaltenen Töne unterstützte.
Die Aufführung der Alpensinfonie dauert ca. 45–50 Minuten, im Extremfall auch 54 Minuten.

## Würdigung

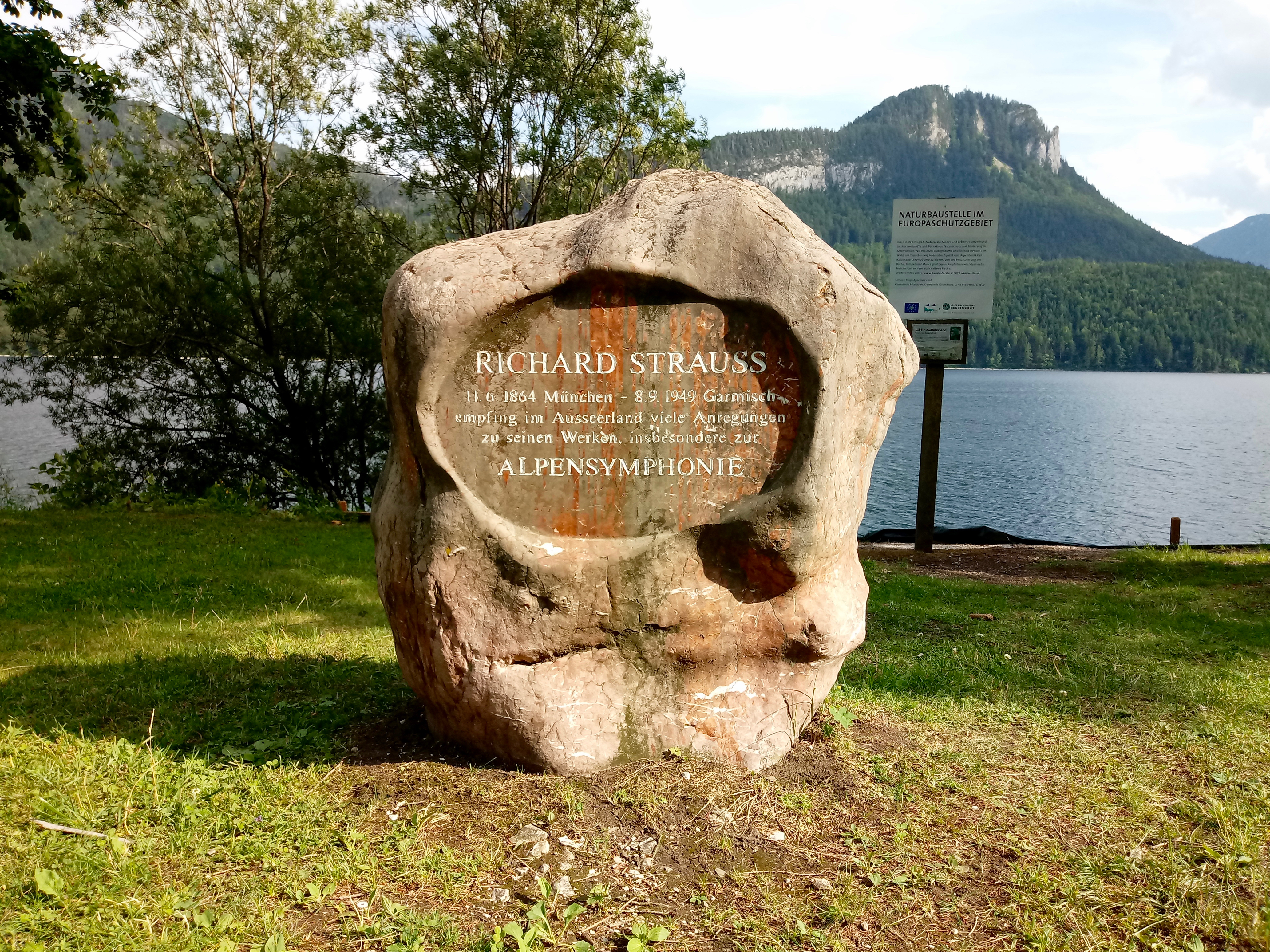
Gedenkstein für Richard Strauss und die Alpensinfonie in Altaussee

Es war die erklärte Absicht des Komponisten, dem Hörer die Stationen einer Bergwanderung als Tongemälde unmittelbar sinnlich erfahrbar zu machen. Dieses Ziel erreicht das Werk, wie viele Musikkritiker meinen, in beeindruckender Weise. Die Wirkung beruht vor allem auf der raffinierten Orchesterbesetzung und nuancenreichen Instrumentierung. Reizvoll ist auch das spannungsvolle Nebeneinander sehr subtiler und eher banaler Effekte (Kuhglocken, Donnerblech).
Es erscheint gerechtfertigt, das Werk als Sinfonie anzusehen. Gleichwohl handelt es sich nicht um eine den strengen Formerfordernissen einer Sinfonie im klassischen Sinne genügende Komposition, obwohl sich auch in ihr die Arbeit des Komponisten an thematischem Material findet. So kehren einige Themen und Motive aus der „Aufstiegsphase“ der Wanderung später beim „Abstieg“ in verwandelter Form (als Umkehrung) wieder. Man wird dem Werk am ehesten gerecht, es als Schluss- und Höhepunkt der in der 2. Hälfte des 19. Jahrhunderts vorausgegangenen Sinfonischen Dichtungen zu betrachten.

## Entstehung
Erste Skizzen zur Alpensinfonie stammen aus dem Jahre 1900, dem Todesjahr Nietzsches. Strauss plante eine sinfonische Dichtung unter dem Arbeitstitel „Künstlertragödie“, die das Schicksal des aus dem schweizerischen Emmental stammenden Porträtmalers Karl Stauffer-Bern darstellen sollte. Er starb 1891 in geistiger Umnachtung. Stauffer-Bern war passionierter Bergsteiger. Die musikalische Darstellung einer Bergbesteigung war einer von mehreren geplanten Abschnitten in der Darstellung der Biographie Stauffers. Im Jahr 1902 weitete Strauss die Konzeption zu einer viersätzigen Sinfonie aus, deren erster Satz die Bergbesteigung, die übrigen Sätze weitere Themen aus Stauffers Vita enthalten sollten. Arbeitstitel war nun „Der Antichrist, eine Alpensinfonie“. Der Titel zeigt, dass Strauss die Figur Stauffer mit der Person Nietzsche und seiner Philosophie identifizierte. Der erste Satz wurde ziemlich weit skizziert und enthält in wesentlichen Stücken die Gestalt der Endfassung. Dennoch blieb das Werk liegen. 1910, während der Arbeit am Rosenkavalier, nahm Strauss die Arbeit am ersten Satz wieder auf. Im Jahr 1911 berichtete dann die Presse, dass Strauss eine „Alpensymphonie“ plane. Um 1913 fiel wohl die Entscheidung, aus dem ersten Satz ein eigenständiges Stück zu machen. Bis in die spätesten Skizzen hinein sollte das Werk „Der Antichrist, eine Alpensinfonie“ heißen. Erst in der Partiturreinschrift, die nach hunderttägiger Arbeit am 8. Februar 1915 vollendet wurde, findet sich der endgültige Titel.
Das Werk ist „dem Grafen Nikolaus Seebach und der königlichen Kapelle zu Dresden in Dankbarkeit gewidmet“ und wurde bei Franz Ernst Christoph Leuckart in Leipzig verlegt.
Richard Strauss erhielt für seine Alpensinfonie vom Verlag Leuckart 1915 ein Honorar in Höhe von 50.000 Mark. Dies wären nach heutigem Wert etwa 240.000 EUR.
Die Uraufführung mit der Dresdner Hofkapelle fand am 28. Oktober 1915 in der Philharmonie in Berlin unter der Leitung des Komponisten statt.

„Anlässlich der am 28. d. M. in der Berliner Philharmonie stattfindenden Erstaufführung der Alpensymphonie von Strichard Raus [sic!] sind wir bereits jetzt in der Lage[,] einige Details über das Werk mitzuteilen. Infolge der Exponiertheit vieler Passagen in den Instrumenten wird das Orchester angeseilt auf dem Podium erscheinen, was insbesondere mit Rücksicht auf die vielen verdeckten Quintenfugen angebracht erscheint. Die Kontrabässe werden dem Lokalkolorit entsprechend statt Sordinen Steigeisen aufsetzen. Ein für die Aufführung extra erfundenes Blasinstrument – das Jodlophon – wird zum ersten Male im Orchester erscheinen. Infolge der ausserordentlichen Naturwahrheit der in der Symphonie vorkommenden Gletscherpartien empfiehlt es sich für Leute mit empfindlichen Augen, sich mit Schneebrillen zu versehen, die bei den Saaldienern zum Preise von M. 2.50 (Selbstkostenpreis) erhältlich sind. Statt der bisher üblichen Konzertführer werden Original-Bergführer dem Publikum zur Verfügung stehen.“

## Diskografie
Es existieren zahlreiche Einspielungen der Alpensinfonie. Zu den bekanntesten gehören diejenigen mit den Dirigenten Karl Böhm, Rudolf Kempe, Herbert von Karajan, Bernard Haitink, André Previn, Christian Thielemann, Fabio Luisi und Antoni Wit. Manche betonen eher den ornamental-vordergründigen Aspekt des Werkes, während andere Dirigenten meinen, in ihm auch metaphysische Strukturen erkennen zu können. Mit dem Komponisten selbst am Dirigentenpult existiert ebenfalls eine Aufnahme (1941).

## Filme
- Richard Strauss – Der verkannte Visionär. Eine Alpensinfonie zwischen Tradition und Moderne. Dokumentarfilm, Deutschland, 2014, 50 Min., Buch und Regie: Christoph Engel und Dietmar Klumm, Produktion: 3sat, Erstausstrahlung: 14. Juni 2014 bei 3sat, Inhaltsangabe von ARD. U. a. mit Stefan Mickisch, den Huberbuam Thomas und Alexander Huber, Manfred Trojahn, Marlis Petersen.
- Eine Alpensinfonie in Bildern. 2002, Tonhalle-Orchester Zürich, David Zinman, Tobias Melle (Konzeption und Fotografie).[12]
- Richard Strauss: Eine Alpensinfonie. Filmische Interpretation von Helmut Fackler, Sächsische Staatskapelle Dresden, Dirigent: Giuseppe Sinopoli, Saarländischer Rundfunk 1998 (YouTube).